# Ni Scorpii
Ni Scorpii (Jabbah, ν Sco) – gwiazda wielokrotna w gwiazdozbiorze Skorpiona. Znajduje się około 474 lata świetlne od Słońca.

## Nazwa
Gwiazda ma tradycyjną nazwę Jabbah, która wywodzi się od arabskiego ‏الجبهة‎ al-ǧabha, oznaczającego „czoło” (Skorpiona). Międzynarodowa Unia Astronomiczna w 2017 roku formalnie zatwierdziła użycie nazwy Jabbah dla określenia ν Sco Aa.

## Charakterystyka
Przez teleskop można zobaczyć, że Ni Scorpii tworzą cztery jasne, błękitne gwiazdy typu widmowego B. W rzeczywistości jest to układ wielokrotny, który tworzy aż siedem związanych grawitacyjnie gwiazd. Tworzą one dwa systemy odległe o 41,1 sekundy kątowej, oznaczone w Katalogu Jasnych Gwiazd HR 6027 (ν Sco AB) i HR 6026 (ν Sco CD).

### Ni Scorpii AB
Jaśniejsza para okazuje się być układem poczwórnym. Główny składnik Ni Scorpii A to gwiazda spektroskopowo podwójna, której składniki okrążają się w okresie 5,55 doby. Jaśniejsza gwiazda Aa (obserwowana wielkość gwiazdowa 4,37m) ma masę ocenianą na 10 mas Słońca i może być już podolbrzymem; jej bliski towarzysz Ab (6,9m) ma masę bliską masy Słońca. Blisko tej pary (w odległości 0,063″) widoczny jest składnik Ac (6,6m), o masie ocenianej na 6 M☉. Okres obiegu tej gwiazdy wokół centralnej pary to 8,32 roku. W większym oddaleniu (1,305″) znajduje się składnik B, podobna gwiazda o masie około 6 mas Słońca, świecąca z obserwowaną jasnością 5,4m. Na obieg dookoła potrójnego składnika A potrzebuje ona około 674,67 roku.

### Ni Scorpii CD
Słabsza para gwiazd jest w rzeczywistości układem potrójnym. Składnik C ma obserwowaną wielkość gwiazdową 6,9m, jest to gwiazda ciągu głównego typu B8 V o masie ocenianej na 3 masy Słońca. O dwie sekundy kątowe od niej widoczny jest słabszy składnik D, który jest gwiazdą spektroskopowo podwójną. Jej bliźniacze składniki Da i Db to gwiazdy typu B9 V, o masach około 2,7 M☉ i jasnościach odpowiednio 7,4 i 7,9m. Dodatkowo emisja rentgenowska z HR 6026 sugeruje obecność gwiazdy o masie około 1,5 masy Słońca, która mogłaby być jeszcze jednym, niezaobserwowanym bezpośrednio, składnikiem systemu.
Składniki C i D okrążają środek masy w czasie około 3140 lat, zaś oba systemy potrzebują na obieg wspólnego środka masy aż 105 tysięcy lat.